# Federação Norte-rio-grandense de Futebol
De Federação Norte-rio-grandense de Futebol (Nederlands: Voetbalfederatie van Rio Grande do Norte) werd opgericht op 14 juli 1918 en controleert alle officiële voetbalcompetities in de staat Rio Grande do Norte. De federatie vertegenwoordigt de voetbalclubs bij de overkoepelende CBF en organiseert de Campeonato Potiguar en de Copa RN.
Acre · Alagoas · Amapá · Amazonas · Bahia · Ceará · Espírito Santo · Federaal District · Goiás · Maranhão · Mato Grosso · Mato Grosso do Sul · Minas Gerais · Pará · Paraíba · Paraná · Pernambuco · Piauí · Rio de Janeiro · Rio Grande do Norte · Rio Grande do Sul · Rondônia · Roraima · Santa Catarina · São Paulo · Sergipe · Tocantins